# Stephanocyclos
Stephanocyclos är ett släkte av lavar. Stephanocyclos ingår i familjen Porpidiaceae, ordningen Lecideales, klassen Lecanoromycetes, divisionen sporsäcksvampar och riket svampar.
|                | Porpidia                                      |
|                |                                               |
|                | Pachyphysis                                   |
|                |                                               |
|                | Clauzadea                                     |
|                |                                               |
|                | Bellemerea                                    |
|                |                                               |
|                | Koerberiella                                  |
|                |                                               |
|                | Labyrintha                                    |
|                |                                               |
|                | Catarrhospora                                 |
|                |                                               |
|                | Stenhammarella                                |
|                |                                               |
|                | Poeltiaria                                    |
|                |                                               |
|                | Paraporpidia                                  |
|                |                                               |
| Stephanocyclos | \| \| Stephanocyclos henssenianus \| \| \| \| |
|                | \| \| Stephanocyclos henssenianus \| \| \| \| |
|                | Xenolecia                                     |
|                |                                               |
|                | Poeltidea                                     |
|                |                                               |
|                | Stephanocyclos henssenianus                   |
|                |                                               |

|  | Stephanocyclos henssenianus |
|  |                             |